# Romsdalsfjord
Der Romsdalsfjord ist ein Fjord im Gebiet Romsdal in der Provinz Møre og Romsdal in Norwegen.
Der Fjord ist 94 km lang und erstreckt sich von der Umgebung der Insel Tautra vor dem Tomrefjord nach Süden zur Insel Otrøya, vorbei am Julsund und am Tresfjord.

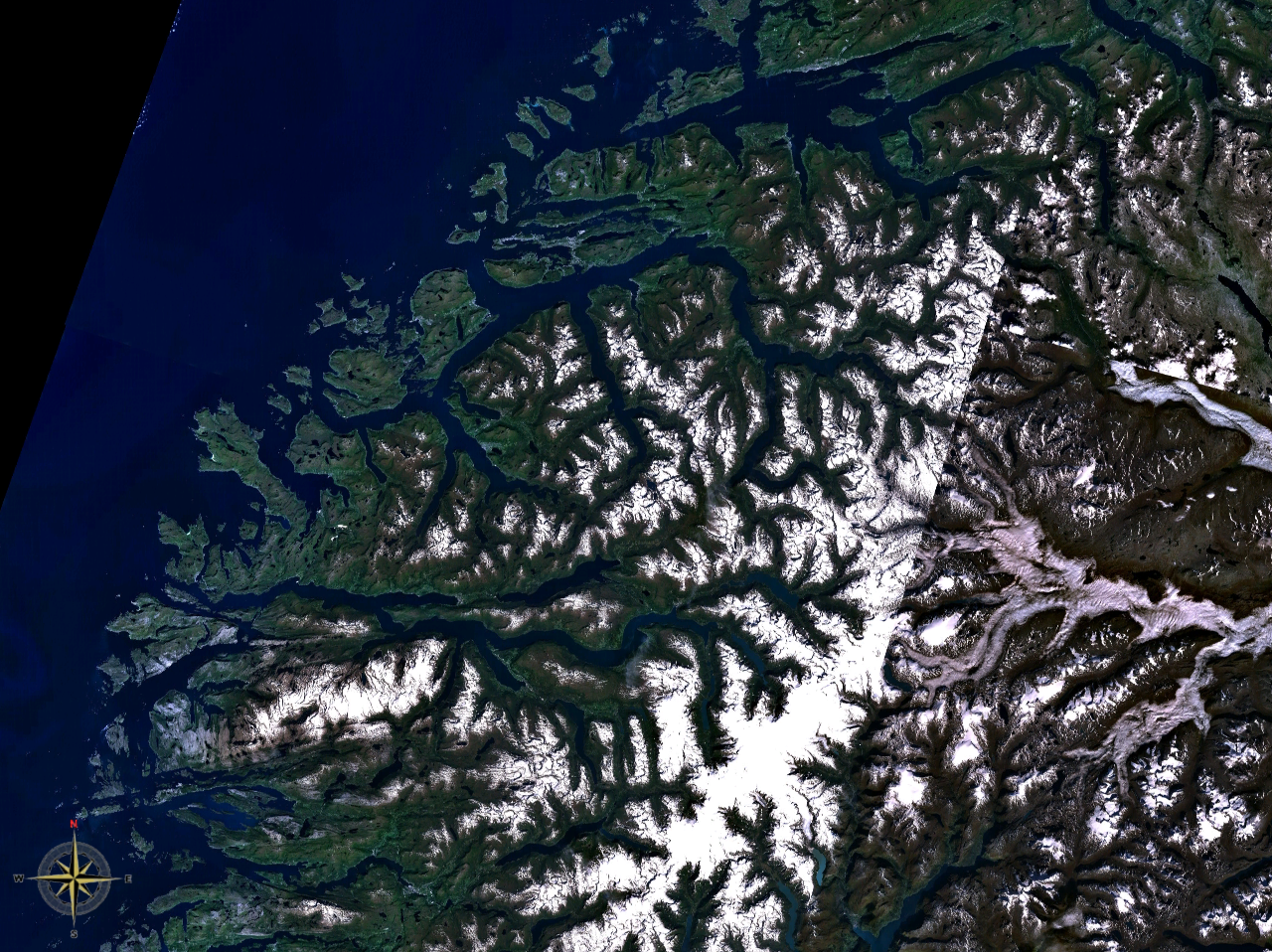
NASA-Satellitenbild: der Romsdalsfjord oben, darunter der Sunnmørefjord und unten der Nordfjord. Schneebedeckte Bergketten rechts.

Westlich von Molde zweigt der Seitenarm Moldefjord zwischen der Halbinsel Romsdalshalvøya und den Inseln des Molde-Archipels südlich von Molde ab. Der Moldefjord geht im Osten zwischen der Skålahalvøya und der Romsdalshalvøya östlich von Årø über in den Fannefjord. Der Hauptarm des Romsdalsfjords verläuft auf der Südseite der Insel Sekken bis nach Åndalsnes, aber ein längerer Seitenarm, der Langfjord, verläuft bis nach Eidsvåg und Eresfjord nach Nordosten.